# Bree (Tierra Media)
Bree es una pequeña región ficticia en Eriador, en la Tierra Media, el mundo creado por el escritor británico J. R. R. Tolkien para ambientar las historias de su legendarium. En ella está la aldea de Bree, la villa de Entibo, Combe y Archet cerca del bosque de Chet. Allí habitan hobbits y hombres y es el único lugar donde se da tal convivencia.

## Etimología y significado del nombre
El nombre Bree significa ‘colina’, según el propio Tolkien, pues hace referencia al hecho de que la aldea de Bree y sus tierras adyacentes se apoyan alrededor de las laderas de una gran colina. El nombre de la villa de Brill, en Buckinghamshire, en la que probablemente se inspirara Tolkien para la creación de ésta también significa ‘colina’: Brill es una contracción moderna de Bre-hyll; y ambas sílabas de Bre-hyll significan ‘colina’, siendo la primera un formante celta y la segunda anglosajón.

## Poblaciones
Había cuatro poblaciones en la tierra de Bree:

Enseña de la posada de Bree con el texto «El Póney Pisador de Cebadilla Mantecona», tal cual se la describe en El Señor de los Anillos.

### Aldea de Bree
La aldea de Bree era el mayor asentamiento de la región. Estaba poblada principalmente por hombres, aunque en El Señor de los Anillos se menciona el trabajo de  sirvientes hobbits (Bob y Nob) en la posada de «El Póney Pisador», regentada por Cebadilla Mantecona; en ella se alquilaban habitaciones con mobiliario adaptado a las necesidades impuestas por el reducido tamaño de esa raza; y también se habla de algunos hogares hobbit en la colina. Bree se encontraba sobre el cruce del Gran Camino del Este con el Camino Verde (un sendero hacia el sur), por lo que existía en la población cierta actividad comercial. Bree estaba rodeada de una empalizada con puertas cerradas y guardadas por centinelas por la noche, para evitar problemas originados en las salvajes tierras circundantes. Ocasionalmente algún osado Brandigamo o Tuk de la Comarca llegaba hasta Bree.

### Villa de Entibo
La villa de Entibo (Staddle en el original inglés) estaba poblada principalmente por hobbits que vivían del cultivo de pequeños huertos, en los que además de hortalizas se producía hierba para pipa. Entibo estaba en la ladera sudeste de la colina de Bree, al sur de Combe y Archet. Era la única de estas villas (aparte de la propia Bree) visible desde el Gran Camino del Este.

### Combe
La aldea de Combe (mismo nombre en el original inglés) estaba poblada principalmente por hombres, con algunos hobbits, y todos ellos vivían de la agricultura. Combe estaba situada en las lindes del bosque de Chet y en la ladera de la colina de Bree, entre las villas de Archet y Entibo.

### Archet

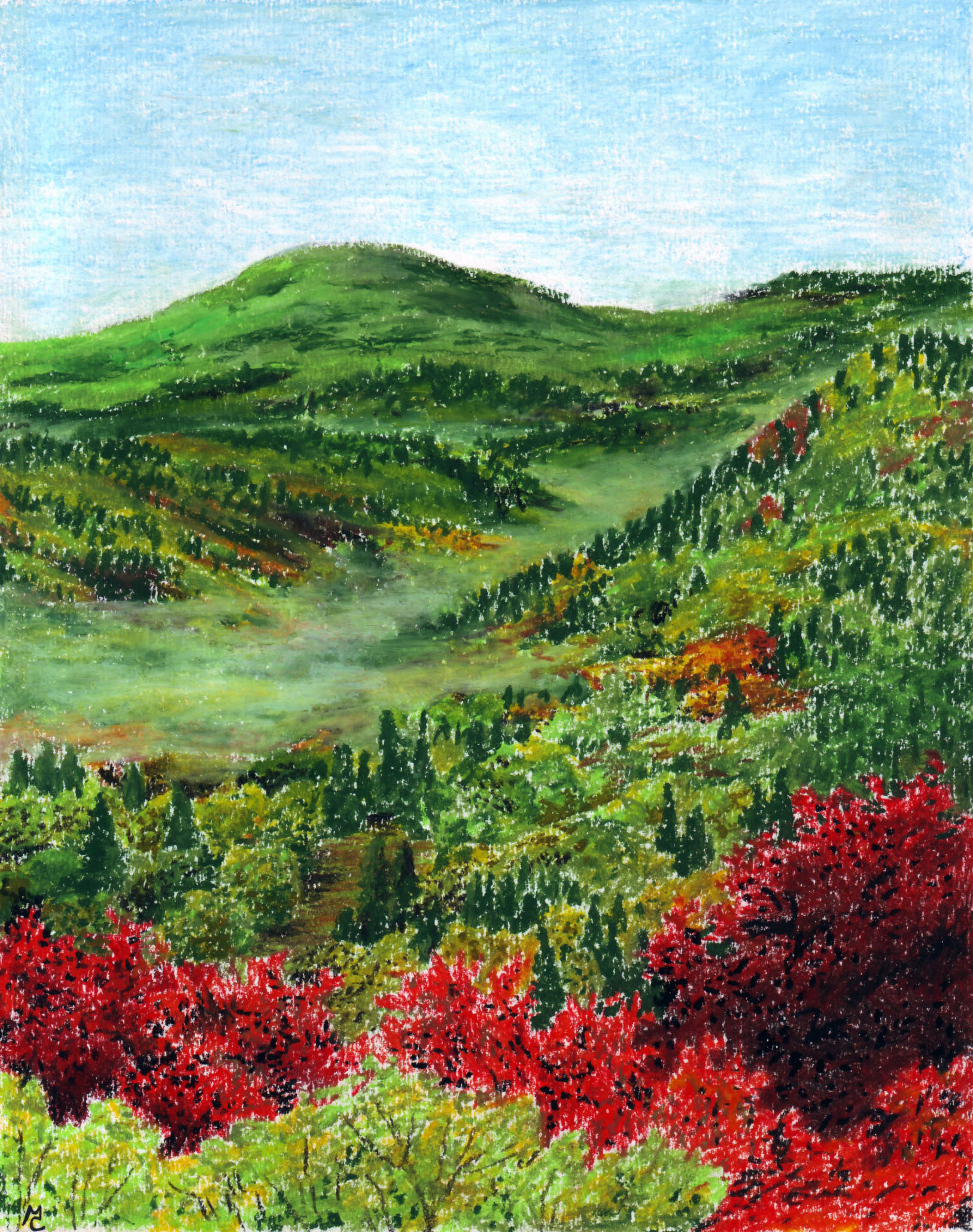
El bosque de Chet, en el que se enclava la aldea de Archet.

La aldea de Archet (mismo nombre en el original inglés) era el más remoto y más norteño de los asentamientos de las tierras de Bree. Estaba situada entre los árboles del bosque de Chet, un poco al este de Bree. Allí vivían unos pocos hobbits, pero los habitantes que predominaban eran los hombres.

## Historia ficticia
Cuando Rohan expulsó a los hombres salvajes de las Tierras Brunas, una parte de ellos huyó al norte, donde se instalaron. Estos fueron los ancestros de los habitantes humanos de Bree. También se dice que los hombres de Bree descienden de los primeros hombres que viajaron al oeste de la Tierra Media en la Primera Edad.[cita requerida] En cuanto a los hobbits, Bree es la única de sus primitivas colonias que todavía subsisten en Eriador. 

### En losCuentos inconclusos
En «La búsqueda de Erebor», uno de los Cuentos inconclusos de la Tercera Edad, Tolkien narra el encuentro casual, en un camino de Bree, entre Gandalf y Thorin Escudo de Roble que originaría los hechos narrados en la novela El hobbit. Ambos estaban interesados en el dragón Smaug y en el tesoro que yacía bajo él en su guarida de la Montaña Solitaria. Juntos planearon la aventura hacia Erebor que acabaría con la muerte de Smaug y la recuperación por Thorin de su reino bajo la montaña, y durante la que Bilbo Bolsón encontró el Anillo Único.
Tolkien incluyó una versión resumida de este encuentro en el Apéndice A de El Señor de los Anillos, en la que cambian algunos detalles (el encuentro se produce en una posada y no en un camino), pero la trama se mantiene, y se le da fecha exacta al evento: el 15 de marzo de 2941 T. E.

### EnEl Señor de los Anillos.
En la aldea de Bree los hobbits Frodo Bolsón, Peregrin Tuk, Meriadoc Brandigamo y Samsagaz Gamyi conocieron al famoso Trancos en «El Póney Pisador». Debieron  emprender una lucha contra los Nazgûl para huir de allí.

## Inspiración y creación
Es muy posible que Tolkien se inspirara en la villa de Brill, en Buckinghamshire, para crear Bree. Tolkien visitó regularmente esa población en sus primeros años en Oxford, e incluso vivió en ella durante un corto plazo.

## Adaptaciones
Mientras que en la novela se la retrata como una aldea tranquila y apacible, llegando incluso Tom Bombadil a llamarla «encantadora» (lo que hace pensar que posiblemente estuvo allí), en la trilogía de Peter Jackson aparece como un lugar lóbrego, oscuro y sucio. En la versión animada de Ralph Bakshi se le da un aspecto moral más parecido al de la novela.